# The Loves of Letty
The Loves of Letty er en amerikansk stumfilm fra 1919 af Frank Lloyd.

## Medvirkende
- Pauline Frederick som Letty Shell
- John Bowers som Richard Perry
- Lawson Butt som Neville Letchmore
- Willard Louis som Bernard Mandeville
- Florence Deshon som Marion Allardyce